# Seth Mnookin
Seth Mnookin (né le 27 avril 1972) est un écrivain et journaliste américain.
En 2012, il est co-directeur du programme d'études supérieures en sciences de l'écriture au MIT, contributeur au Vanity Fair (magazine) et blogueur sur le réseau de la Bibliothèque Publique de Science.